# Chóra (Íos)
Chóra, en grec moderne : Χώρα ou Íos, en grec moderne : Ίος, est un village sur l'île d'Íos, dans les Cyclades, en Grèce.
Selon le recensement de 2011, la population du village compte 1 754 habitants.